# شبة (نبات)
الشبة (باللاتينية: Cyanus) جنس نباتي ينتمي إلى الفصيلة النجمية. يضم هذا الجنس سبعة أنواع مقبولة وعددا آخر لم يحسم امرها بعد. موطن معظمها حوض البحر الأبيض المتوسط وبعضها في بلاد الشام.

## من أنواعهاالواطنةفيالوطن العربي
- الشبة الترنشاهية (باللاتينية: Cyanus cyanoides)  في بلاد الشام
- شبة تريومفيت نويع المحورية أو (باللاتينية: Cyanus triumfettii subsp. axillaris) في بلاد الشام وشمال حوض البحر الأبيض المتوسط
- شبة الذرة (باللاتينية: Cyanus segetum) في بلاد الشام
- الشبة المنخفضة (باللاتينية: Cyanus depressus) دخيل في بلاد الشام والمغرب العربي وواطن في أوروبا

## من أنواعها الأخرى
الشبة الجبلية (باللاتينية: Cyanus montanus (L.) Hill) في وسط أوروبا وغربها